# Armadillidium furcatum
Armadillidium furcatum är en kräftdjursart som beskrevs av Gustav Budde-Lund 1879. Armadillidium furcatum ingår i släktet Armadillidium och familjen klotgråsuggor. Inga underarter finns listade i Catalogue of Life.